# Непрерывное вейвлет-преобразование
Непрерывное вейвлет-преобразование (англ. continuous wavelet transform, CWT) — это преобразование, отображающее данную вещественнозначную функцию {\displaystyle x(t)}, определенную на временно́й оси переменной {\displaystyle t}, в функцию
{\displaystyle \gamma (\tau ,s)=\int \limits _{-\infty }^{+\infty }x(t){\frac {1}{\sqrt {s}}}\psi ^{*}\left({\frac {t-\tau }{s}}\right)dt}
двух переменных {\displaystyle \tau } и {\displaystyle s}. Здесь {\displaystyle \tau } представляет параллельный перенос, {\displaystyle s} представляет масштаб и {\displaystyle \psi (t)} — материнский вейвлет (mother wavelet).
Изначальная функция может быть восстановлена с помощью обратного преобразования
{\displaystyle x(t)={\frac {1}{C_{\psi }}}\int \limits _{-\infty }^{+\infty }\int \limits _{-\infty }^{+\infty }\gamma (\tau ,s){\frac {1}{\sqrt {s}}}\psi \left({\frac {t-\tau }{s}}\right)d\tau {\frac {ds}{s^{2}}}}
где
{\displaystyle C_{\psi }=2\pi \int \limits _{-\infty }^{+\infty }{\frac {\left|\Psi (\zeta )\right|^{2}}{\left|\zeta \right|}}d\zeta }
называется постоянной допустимости и {\displaystyle \Psi } — преобразование Фурье от {\displaystyle \psi }.
Для того, чтобы обратное преобразование было успешным, постоянная допустимости должна соответствовать критерию допустимости
{\displaystyle C_{\psi }<+\infty }.
Критерий допустимости подразумевает, что
{\displaystyle \Psi (0)=0}, так что интеграл от вейвлета должен быть равен нулю. Материнский вейвлет (mother wavelet) связан с дочерним вейвлетом (daughter wavelet) следующим соотношением:
{\displaystyle \psi _{s,\tau }(t)={\frac {1}{\sqrt {s}}}\psi \left({\frac {t-\tau }{s}}\right)}.
Одним из применений вейвлет-преобразования является сжатие изображений.